# Matiasy
Matiasy (biał. Мацясы, Maciasy; ros. Матясы, Matiasy; pol. hist. Matyasy, Matjasy) – wieś na Białorusi, w obwodzie brzeskim, w rejonie żabineckim, w sielsowiecie Krzywlany.

## Historia
W XIX i w początkach XX w. wieś i majątek ziemski położone w Rosji, w guberni grodzieńskiej, w powiecie prużańskim. Były wówczas siedzibą zarządu gminy Murawiewskiej. Na początku XX w. dobra były podzielone pomiędzy rodziny Łanskich, Pacewiczów, Wójtowiczów, Mandrów i Skorupków.
W dwudziestoleciu międzywojennym leżały w Polsce, w województwie poleskim, w powiecie kobryńskim, do 18 kwietnia 1928 w gminie Matiasy, której były siedzibą, a po jej zniesieniu w gminie Tewle. W 1921 miejscowość liczyła 331 mieszkańców, zamieszkałych w 58 budynkach, w tym 183 Białorusinów i 148 Polaków. 191 mieszkańców było wyznania prawosławnego i 140 rzymskokatolickiego.
Po II wojnie światowej w granicach Związku Sowieckiego. Od 1991 w niepodległej Białorusi.